# Kostourino
Kostourino (en macédonien Костурино) est un village du sud-est de la Macédoine du Nord, situé dans la municipalité de Stroumitsa. Le village comptait 1280 habitants en 2002.

## Démographie
Lors du recensement de 2002, le village comptait :
- Macédoniens : 1 269
- Turcs : 1
- Serbes : 10